# Wiluita

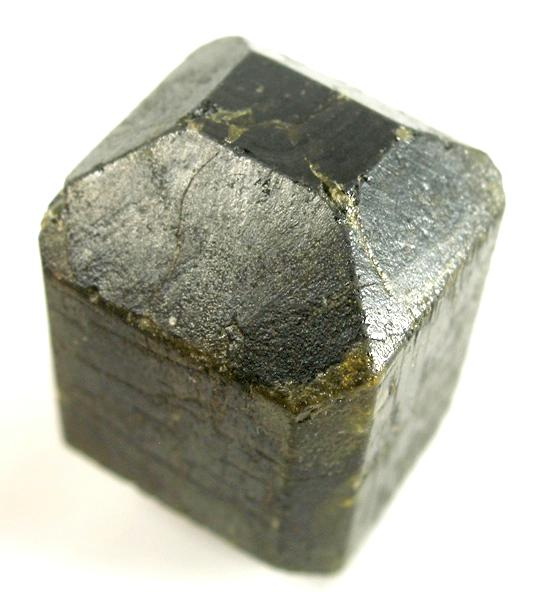
Una Wiluita encontrada en la base del río Río Viliui en Yakutia en la región este de Siberia, Rusia.
Tamaño de la muestra: 2.5 x 1.7 x 1.5 cm.

La Wiluita es un sorosilicato verde oscuro, marrón o negruzco de fórmula: Ca19(Al,Mg,Fe,Ti)13(B, Al,[ ])5Si18O68(O,OH)10. Tiene una dureza en la escala de Mohs de 6 y una densidad de 3,36. Tiene un lustre vítreo, una exfoliación pobre y una fractura irregular. Cristaliza en el sistema tetragonal y se presenta como cristales bien formados con buena apariencia externa. es isoestructural con el grupo de la vesuvianita y está asociado con la wollastonita y con las grosularias verde oliva (viluites) de los skarn de serpentinita.
Comúnmente la wiluita es confundida con otros minerales, refiriéndose a ella como grosularia,

## Historia
Fue descubierta en 1998 y nombrada por su lugar de descubrimiento el Río Viliui en (Yakutia), Rusia.